# Kai Suikkanen
Kai Petri Suikkanen (* 29. Juni 1959 in Parkano) ist ein ehemaliger finnischer Eishockeyspieler und heutiger -trainer, der in seiner aktiven Zeit von 1976 bis 1991 unter anderem für die Buffalo Sabres in der National Hockey League gespielt hat. Zuletzt war Suikkanen bi März 2023 als Cheftrainer bei den Augsburger Panthern aus der Deutschen Eishockey Liga angestellt.

## Karriere

### Als Spieler
Kai Suikkanen begann seine Karriere als Eishockeyspieler in der Nachwuchsabteilung von Kärpät Oulu, für dessen Profimannschaft er in der Saison 1976/77 sein Debüt in der zweitklassigen I divisoona gab und mit der er auf Anhieb in die SM-liiga aufstieg. In der Saison 1980/81 gewann der Flügelspieler mit seiner Mannschaft den finnischen Meistertitel, nachdem er im Vorjahr mit seiner Mannschaft bereits den dritten Platz belegt hatte. Am 31. August 1981 unterschrieb er einen Vertrag als Free Agent bei den Buffalo Sabres, für die er in den folgenden beiden Jahren zwei Spiele in der National Hockey League absolvierte. Die gesamte restliche Zeit verbrachte er allerdings ausschließlich bei deren Farmteam, den Rochester Americans, in der American Hockey League. Mit den Amerks gewann er in der Saison 1982/83 den Calder Cup.
Nachdem er auch die Saison 1983/84 zunächst für die Rochester Americans in der AHL aufgelaufen war, kehrte er im Laufe der Spielzeit zu Kärpät Oulu zurück. Mit Kärpät belegte er 1984, 1985 und 1986 gleich drei Mal in Folge den dritten Platz. In der Saison 1986/87 scheiterte er mit Kärpät sogar erst im Playoff-Finale an Tappara Tampere. In der Saison 1988/89 musste der Linksschütze mit seiner Mannschaft den Abstieg in die zweitklassige I divisionna hinnehmen, in der er ein Jahr lang spielte, ehe er zur Saison 1990/91 zum Spitzenverein TPS Turku wechselte. Mit TPS gewann er zum zweiten Mal in seiner Laufbahn die finnische Meisterschaft und beendete anschließend im Alter von 31 Jahren seine aktive Karriere.

### International
Für Finnland nahm Suikkanen im Juniorenbereich an den Junioren-Weltmeisterschaften 1978 und 1979 teil. Im Seniorenbereich stand er im Aufgebot seines Landes bei der Weltmeisterschaft 1986 sowie bei den Olympischen Winterspielen 1988 in Calgary. Mit dem Gewinn der Silbermedaille bei den Olympischen Spielen erreichte er mit Finnland den bis dahin größten Erfolg seit Bestehend der Nationalmannschaft. Dazu trug er mit einem Tor in acht Spielen bei.

### Als Trainer
Von 2004 bis 2006 betreute Suikkanen als Cheftrainer RoKi in der drittklassigen Suomi-sarja. Anschließend wechselte er zum Zweitligisten Hokki Kajaani, mit dem er in der Saison 2006/07 auf Anhieb Meister der Mestis wurde. Hokki Kajaani trainierte er, bis er im Laufe der Saison 2008/09 bei seinem Ex-Verein TPS Turku Hannu Virta als Cheftrainer ablöste. Mit TPS gewann er in der folgenden Spielzeit erstmals als Trainer die finnische Meisterschaft. Daraufhin erhielt er einen Vertrag beim russischen Spitzenklub Lokomotive Jaroslawl. Bei diesem begann er die Saison 2010/11 als Cheftrainer in der Kontinentalen Hockey-Liga. Bereits am 4. November 2010 wurde der ehemalige Olympiateilnehmer vom Tschechen Vladimír Vůjtek senior abgelöst und war anschließend als Scout für den Verein tätig.
Zwischen 2011 und 2013 war er Cheftrainer bei den Pelicans Lahti, mit denen er 2012 finnischer Vizemeister wurde. Bis 2015 stand Suikkanen wieder als Cheftrainer bei TPS Turku unter Vertrag. Zur Saison 2016/17 wurde er zum Cheftrainer von Oulun Kärpät ernannt, wurde aber während der Saison von seinem Amt entlassen. Im Dezember 2017 wechselte er in die Erste Bank Eishockey Liga und wurde Cheftrainer des HC Bozen, den er vom letzten Tabellenplatz zum EBEL-Meistertitel führte. Im März 2019 wurde Suikkanen überraschend vor den Play-offs beim HC Bozen entlassen. Ende Oktober 2019 kehrte er in die EBEL zurück und wurde Cheftrainer des Dornbirner EC. Von Ende Dezember 2022 bis zum Saisonende im Frühjahr 2023 war der Finne als Cheftrainer bei den Augsburger Panthern aus der Deutschen Eishockey Liga (DEL) angestellt.
Zur Saison 2024/25 übernahm er SG Cortina in der Alps Hockey League.

## Erfolge und Auszeichnungen
| - 1977 Aufstieg in die SM-liiga mit Kärpät Oulu - 1981 Finnischer Meister mit Kärpät Oulu - 1983 Calder-Cup-Gewinn mit den Rochester Americans | - 1987 Finnischer Vizemeister mit Kärpät Oulu - 1988 Silbermedaille bei den Olympischen Winterspielen - 1991 Finnischer Meister mit TPS Turku |

### Als Trainer
- 2007 Meister der Mestis mit Hokki Kajaani
- 2010 Finnischer Meister mit TPS Turku
- 2012 Finnischer Vizemeister mit den  Pelicans
- 2018 EBEL-Meister mit dem HC Bozen

## Karrierestatistik
(Legende zur Spielerstatistik: Sp oder GP = absolvierte Spiele; T oder G = erzielte Tore; V oder A = erzielte Assists; Pkt oder Pts = erzielte Scorerpunkte; SM oder PIM = erhaltene Strafminuten; +/− = Plus/Minus-Bilanz; PP = erzielte Überzahltore; SH = erzielte Unterzahltore; GW = erzielte Siegtore; 1 Play-downs/Relegation; Kursiv: Statistik nicht vollständig)